# Clarksville (Míchigan)
Clarksville es una villa ubicada en el condado de Ionia en el estado estadounidense de Míchigan. En el Censo de 2010 tenía una población de 394 habitantes y una densidad poblacional de 301,83 personas por km².

## Geografía
Clarksville se encuentra ubicada en las coordenadas 42°50′32″N 85°14′33″O / 42.84222, -85.24250. Según la Oficina del Censo de los Estados Unidos, Clarksville tiene una superficie total de 1.31 km², de la cual 1.31 km² corresponden a tierra firme y (0%) 0 km² es agua.

## Demografía
Según el censo de 2010, había 394 personas residiendo en Clarksville. La densidad de población era de 301,83 hab./km². De los 394 habitantes, Clarksville estaba compuesto por el 94.67% blancos, el 0.51% eran afroamericanos, el 0.25% eran amerindios, el 2.03% eran asiáticos, el 0% eran isleños del Pacífico, el 0.25% eran de otras razas y el 2.28% pertenecían a dos o más razas. Del total de la población el 2.79% eran hispanos o latinos de cualquier raza.